# Вечери в Антимовския хан
„Вечери в Антимовския хан“ е сборник от разкази на българския писател Йордан Йовков, издаден през 1928 година.
Той включва едноименния цикъл от седем разказа, свързани от мястото на събитията – хан на пътя между Балчик и вътрешността на Добруджа – и някои общи герои, както и девет други самостоятелни разказа. Йовков започва да пише разказите в Букурещ през 1922 година, а последните са завършени в София през пролетта на 1928 г. Критиката нарича сборника „една от най-мъдрите книги на Йовков, с дълбоко философско обобщение за живота, за това, което отминава и за това, което остава.“

## Разкази
- Цикъл Вечери в Антимовския хан
  - Дрямката на Калмука
  - Баща и син
  - Частният учител
  - Врагове
  - Една торба барут
  - Среща
  - Шепа пепел
- По жицата
- Два врага
- Албена
- Сенебирските братя
- Грехът на Иван Белин
- Измама
- Имане
- Друг свят
- Другоселец

## Екранизации
- Вечери в Антимовския хан (1988) – по мотиви от разказите в сборника
- 24 часа дъжд (1982) – по разказа „Частният учител“